# Mistrzostwa Świata w Biegu na Orientację 1970
Mistrzostwa Świata w Biegu na Orientację 1970 – odbyły się w danich 27–29 sierpnia 1970 we Friedrichroda, NRD. Zawody odbyły się w dwóch konkurencjach: bieg indywidualny i sztafety.
Był to pierwszy występ Polaków na Mistrzostwach Świata. Sztafeta w składzie: Józef Gronkiewicz, Wojciech Mizera (junior), Marek Chmielowski, Sławomir Solka ukończyła pierwsze dwie zmiany na przedostatnim miejscu, ale trzeci zawodnik uległ wypadkowi. W biegu indywidualnym zawodnicy polscy przekroczyli limit czasowy i zostali zdyskwalifikowani.

## Wyniki
| Bieg indywidualny                                                   | Bieg indywidualny | Bieg indywidualny | Bieg indywidualny |
| ------------------------------------------------------------------- | ----------------- | ----------------- | ----------------- |
| Parametry trasy: 14,5 km, 19 punktów kontrolnych, ? m przewyższenia |                   |                   |                   |
| Miejsce                                                             | Kraj              | Imię i nazwisko   | Czas              |
| 1                                                                   | Norwegia          | Stig Berge        | 1:49:46           |
| 2                                                                   | Szwajcaria        | Karl John         | 1:51:07           |
| 3                                                                   | Szwajcaria        | Dieter Hulliger   | 1:51:46           |

| Sztafety                                                                                | Sztafety       | Sztafety                                                       | Sztafety |
| --------------------------------------------------------------------------------------- | -------------- | -------------------------------------------------------------- | -------- |
| Parametry tras: 9,8/8,0/8,3/10,6 km, 12/11/11/15 punktów kontrolnych, ? m przewyższenia |                |                                                                |          |
| Miejsce                                                                                 | Kraj           | Imię i nazwisko                                                | Czas     |
| 1                                                                                       | Norwegia       | Ola Skarholt Stig Berge Per Fosser Åge Hadler                  | 3:52:00  |
| 2                                                                                       | Szwecja        | Björn Nördin Karl Johansson Sture Björk Bernt Frilen           | 4:07:06  |
| 3                                                                                       | Czechosłowacja | Zdenek Lenhart Bohuslav Beranek Jaroslav Jasek Svatoslav Galik | 4:07:20  |

| Bieg indywidualny                                                  | Bieg indywidualny | Bieg indywidualny | Bieg indywidualny |
| ------------------------------------------------------------------ | ----------------- | ----------------- | ----------------- |
| Parametry trasy: 7,5 km, 10 punktów kontrolnych, ? m przewyższenia |                   |                   |                   |
| Miejsce                                                            | Kraj              | Imię i nazwisko   | Czas              |
| 1                                                                  | Norwegia          | Ingrid Hadler     | 1:10:39           |
| 2                                                                  | Szwecja           | Ulla Lindkvist    | 1:12:44           |
| 3                                                                  | Norwegia          | Kristin Danielsen | 1:13:44           |

| Sztafety                                                                      | Sztafety | Sztafety                                          | Sztafety |
| ----------------------------------------------------------------------------- | -------- | ------------------------------------------------- | -------- |
| Parametry tras: 6,3/6,0/6,5 km, 7/8/10 punktów kontrolnych, ? m przewyższenia |          |                                                   |          |
| Miejsce                                                                       | Kraj     | Imię i nazwisko                                   | Czas     |
| 1                                                                             | Szwecja  | Birgitta Larsson Eivor Steen-Olsen Ulla Lindkvist | 2:32:39  |
| 2                                                                             | Węgry    | Horváth Magda Hegedüs Ágnes Monspart Sarolta      | 2:37:13  |
| 3                                                                             | Norwegia | Astrid Rödmyr Kristin Danielsen Ingrid Hadler     | 2:38:59  |